# رباط قلعه عمرانی
رباط قلعه عمرانی مربوط به دوره صفوی است و در شهرستان گناباد، بخش مرکزی، دهستان حومه، روستای عمرانی (۲۱ کیلومتری جاده گناباد، تربت حیدریه) واقع شده و این اثر در تاریخ ۲۷ اسفند ۱۳۸۷ با شمارهٔ ثبت ۲۶۲۶۵ به‌عنوان یکی از آثار ملی ایران به ثبت رسیده است.